# جي دراغون
جي دراغون (بالكورية: 권지용) (من مواليد 18 أغسطس 1988) سول، كوريا الجنوبية. هو مغني كوري جنوبي بدأ مسيرته الفنية عام 2001. هو عضو في فرقة بيغ بانغ. وهو أيضا راقص وعارض أزياء وكاتب غنائي ومنتج أسطوانات وملحن.

## السيرة الذاتية
ولد وتربى في سول، كوريا الجنوبية
بدأ مشواره الفني من الصغر عندما رأت والدته حبه للرقص وإستمتاعه بالترفيه المشاهدين
شارك في برنامج بو بو بو وهو برنامج للأطفال حيث يقوم الطفل بالغناء والتمثيل والرقص
شارك كجزء من فرقة ليتل رورا وبعد إطلاق اللألبوم لخاص بالكريسماس ألغت الشركة المتقاعدة عقدها مع الفرقة
بعدها أشترك جي دي بعدة برامج حيث ألفت انتباه الجميع
أصبح متدرب في شركة أس إم لمدة 5 سنوات بعدها أصبح متدرب في شركة واي جي وترسم فيها كمغني وملحن وكاتب أغاني.

## أعمال

### ألبومات كورية
- هارت بريكر (2009)
- كوب ديتات (2013)
- كون جي يونغ (2017)

### ألبومات يابانية
- كوب ديتات + ون أوف آ كايند & هرتبركر (2013)

## تعاطي المخدرات
في 5 أكتوبر 2011، تم ايقاف واتهام جي دراغون من قبل المدعي العام في كوريا الجنوبية لتدخينه حشيش الماريغوانا ما يعد انتهاكا لقانون مكافحة المخدرات في البلاد.
وفقا للادعاء، كشف اختبار فحص الشعر الذي أجري للمغني في يوليو 2011 نتائج إيجابية للتعاطي. وخلال تحقيقات الادعاء اعترف جي دراغون بتدخين الحشيش، وهو ما حذى بشركة واي جي إنترتينمنت لتقديم اعتذار رسمي للجماهير وكشف الأسباب المفضية لذلك. حيث صرحت الشركة أنه في منتصف شهر مايو، زار فائد فرقة بيغ بانغ جي دراغون اليابان للإحياء حفل مع الفرقة وخلال تواجده بناد ليلي حيث قدم له شخص ياباني مجهول سيجارة فدخنها دون أن يعرف ما تحتويه وبمجرد أن أحس بأن مذاقها مختلف قام برميها في الحمام.
ونظرًا لحقيقة أن التقرير بين أن نسبة المخدر كانت ضعيفة لا تستوفي معايير المتابعة القضائية. بالإضافة إلى كون المغني لا يتوفر على أية سوابق جنائية فقد قرر مكتب المدعي العام لمنطقة سيول المركزية «كوون جي يونغ» غض الطرف والاكتفاء بتوجيه إنذار للمغني دون متابعة قضائية. في المقابل تسببت الفضيحة في تعليق أنشطة الفرقة في اليابان حيث شككت الصحافة اليابانية في مصداقية المغني والتفسير الضعيف الذي قدمه باعتبار أن نتيجة الفحص جاءت بعد شهرين من حفله مما يجعله متعاط دائم بحسب المحامين اليابانيين بعدها قدم المغني اعتذارا.
أعاقت الفضيحة عودة فرقة بيغ بانغ المرتقبة، كما نتج عنها انحدار حاد للمؤشر السوقي لأسهم شركة واي جي إنترتينمنت،
في 20 فبراير 2012، ظهر جي دراغون في برنامج "Healing Camp Is Not Happy" الترفيهي مع جميع الأعضاء.
في 1 أكتوبر 2014 انتقد رواد التواصل الاجتماعي في كوريا الجنوبية قائد فرقة بيغ بانغ بعد قيامه بنشر صورة على حسابه الخاص في انستغرام تحوي إشارة للمخدرات،

## معلومات
1. ↑  تعتبر قوانين المخدرات صارمة بشكل استثنائي في كوريا الجنوبية. وفقًا لخدمة المعلومات الإحصائية الكورية، تم إجراء حوالي 7800 عملية اعتقال في عام 2017 من مجموع سكان الدولة البالغ عددهم 51 مليون نسمة.[5]

## وصلات خارجية
- جي دراغون على موقع IMDb (الإنجليزية)
- جي دراغون على موقع ميوزك برينز (الإنجليزية)
- جي دراغون على موقع أول ميوزيك (الإنجليزية)
- جي دراغون على موقع ديسكوغز (الإنجليزية)
- جي دراغون على موقع قاعدة بيانات الفيلم (الإنجليزية)

- www.ygbigbang.com/gdragon